# (6031) Ryokan
(6031) Ryokan (1982 BQ4) – planetoida z pasa głównego asteroid okrążająca Słońce w ciągu 5,24 lat w średniej odległości 3,02 j.a. Odkryta 26 stycznia 1982 roku.